# Fradswell
Fradswell is een civil parish in het Engelse graafschap Staffordshire.